# Laboratorul Național Lawrence Livermore
Laboratorul Național Lawrence Livermore (în engleză Lawrence Livermore National Laboratory sau LLNL) este un laborator național al Departamentului american pentru Energie situat în Livermore, California, Statele Unite ale Americii, fondat de către Universitatea Berkeley din California în 1952. Este gestionat de către Lawrence Livermore National Security, LLC (LLNS), un parteneriat între Universitatea Berkeley din California, BWX Technologies, AECOM și Battelle Memorial Institute afiliat la Texas A&M University System. În 2012, elementul 116 (livermoriu) a primit numele laboratorului.
Alături de Laboratorul Național Los Alamos, este unul dintre cele două laboratoare din Statele Unite unde se efectuează lucrări secrete în sensul proiectării de armament nuclear.